# 默勒镇
默勒镇是中国青海省祁连县下辖的一个镇，位于祁连县东南部。以畜牧业闻名，全县最大的畜牧业乡镇。

## 行政区划
默勒镇下辖以下地区：
老日根村、才什土村、瓦日尕村、多隆村、海浪村和扎沙村。